# Moulin Saint-Wi
Le moulin Saint-Wi  est un moulin à vent désaffecté situé à Saint-Witz dans le Val-d'Oise, France.

## Description
Le moulin Saint-Wi est érigé près du centre de Saint-Witz, une commune du Val-d'Oise proche de l'Oise et de la Seine-et-Marne, non loin de l'église Saint-Vit. Il s'agit d'un édifice cylindrique en calcaire et meulière, recouvert d'un enduit à la chaux et surmonté d'un toit conique ; il mesure 13,5 m de hauteur. Le moulin est désaffecté et transformé en habitation : ses ailes ont été déposées.
Le phare aéronautique de Saint-Witz est érigé à proximité immédiate.

## Historique
Le moulin est construit entre 1820 et 1823 ; il s'agit de l'un des cinq moulins attestés au sommet de la butte de Montmélian entre les XVIIIe et XIXe siècles. Il aurait cessé de fonctionner dès 1838 au décès de son propriétaire. Il est alors transformé en habitation.
Le moulin est inscrit le 17 novembre 2023 au label « Patrimoine d'intérêt régional ».